# Design of a Decade 1986/1996 (DVD)
A Design of a Decade 1986/1996 Janet Jackson amerikai énekesnő videóklipjeinek gyűjteménye. 1995. október 10-én jelent meg, nem sokkal azonos című válogatásalbuma, a Design of a Decade 1986/1996 után. Az énekesnő Control és Rhythm Nation 1814 című albumaihoz rögzített videóklipjei szerepelnek rajta. Mind az album, mind a DVD Janetnek az A&M Recordsnál töltött éveit öleli fel, valamint szerepel rajtuk az új kiadójánál megjelent első dala, a That’s the Way Love Goes is. Először videókazettán és lézerlemezen jelent meg, majd az Egyesült Államokban 2001. december 4-én DVD-n is.

## Dalok
1. What Have You Done for Me Lately
2. Nasty
3. When I Think of You
4. Control
5. Let’s Wait Awhile
6. The Pleasure Principle
7. Miss You Much
8. Rhythm Nation
9. Escapade
10. Alright
11. Come Back to Me
12. Black Cat
13. Love Will Never Do (Without You)
14. That’s the Way Love Goes
15. Whoops Now
16. Runaway
17. Runaway Documentary